# Zeus

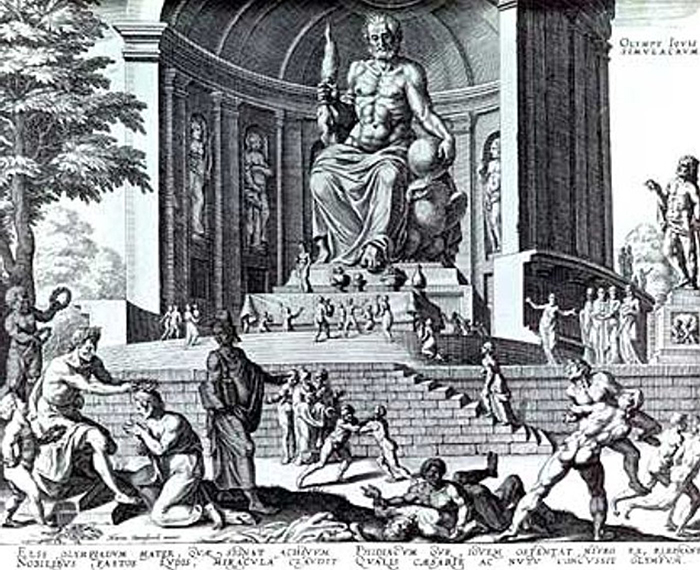
Statua Zeusa w Olimpii

Zeus (także Dzeus, stgr. Ζεύς Zeús, nowogr. Δίας Días, łac. Iupiter, Iuppiter) – w mitologii greckiej najwyższy z bogów. Był szóstym dzieckiem Rei i Kronosa. Brat Hestii, Demeter, Hery (również jej mąż), Posejdona i Hadesa. Władca nieba i ziemi, nazywany „ojcem bogów i ludzi”. Jego atrybutami były pioruny, orzeł i tarcza zwana egidą. W mitologii rzymskiej Zeus identyfikowany jest z Jowiszem .

## Mitologia

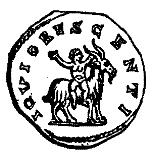
Moneta rzymska z wyobrażeniem Zeusa i Amaltei

### Występowanie w mitach
Jako główne bóstwo greckiego panteonu Zeus występuje (w głównej lub pobocznej roli) w niemal wszystkich greckich mitach. Do tych, w których pełni istotną rolę, należą: spisek Hery przeciwko Zeusowi, w wyniku którego Hefajstos zostaje wyrzucony z Olimpu, mit o Prometeuszu oraz mit o Potopie. Występuje również we wszystkich mitach zawierających kłótnie pomiędzy bogami.

### Narodziny
Kronos, ojciec Zeusa, został przeklęty przez swego ojca, Uranosa, którego strącił z tronu. Przekleństwo to miało doprowadzić do tego, że również któreś z jego własnych dzieci pozbawi go tronu. Kronos postanowił zapobiec spełnieniu się przepowiedni, pożerając własne potomstwo. Reja, zrozpaczona z powodu utraty kolejnych dzieci, będąc po raz szósty w ciąży, uciekła na Kretę, gdzie w ukryciu, na górze o nazwie Dikte lub Ida, potajemnie urodziła Zeusa, ostatnie z dzieci z jej związku z Kronosem. Kronosowi, który ją odnalazł, zamiast dziecka do połknięcia dała kamień zawinięty w pieluchy.
Ukrywającego się Zeusa karmiła koza Amaltea (lub koza należąca do nimfy Amaltei), a wychowywały nimfy i kureci. Płacz małego Zeusa zagłuszały szczęki broni podczas wojennych tańców kuretów, a jego kołyska wisiała na drzewie, więc Kronos, szukający na ziemi, niebie i w morzu, nie mógł jej znaleźć. Gdy koza złamała róg, Zeus pobłogosławił go – tak powstał róg obfitości. Opowiadano, że po śmierci karmicielki Zeus wziął jej skórę i pokrył nią tarczę, którą nazywano egidą. Dokarmianiem Zeusa zajmowały się także pszczoły z góry Idy, które specjalnie dla niego wytwarzały miód. Orzeł przynosił mu co dzień kubek nektaru.

### Tytanomachia
Gdy osiągnął wiek dorosły, Zeus postanowił przejąć władzę i zemścić się na swoim ojcu. Za radą Metydy (Metis) przekazał Kronosowi środek wymiotny, dzięki czemu przywrócił do życia swoje rodzeństwo: Hestię, Demeter, Herę, Hadesa i Posejdona. Rodzeństwo pod wodzą Zeusa zaatakowało swojego ojca. Wojna trwała 10 lat. W walce za radą Gai wsparli go cyklopi i hekatonchejrowie, wcześniej zamknięci przez Kronosa w Tartarze.
W czasie walki Zeus otrzymał od cyklopów broń w postaci wykutych przez nich gromu i błyskawic. Po zwycięskiej wojnie, gdy już przepędzono Kronosa, rodzeństwo podzieliło się władzą, losując dziedziny, którymi mieli odtąd rządzić. Zeusowi przypadło niebo i zwierzchnictwo nad innymi bogami, Posejdon stał się panem morza, zaś Hades został panem krainy umarłych.

### Gigantomachia i walka z Tyfonem
Gaja wydała gigantów – długowłosych i brodatych olbrzymów o wężowych splotach zamiast nóg, którzy podjęli walkę z bogami olimpijskimi. Według proroctwa nie mógł ich pokonać żaden bóg, dlatego Atena wezwała do pomocy w walce Heraklesa. Ziemia wydała także zioło, które miało zapewnić gigantom nieśmiertelność, ale Zeus je znalazł i zerwał. Przywódca olbrzymów Alkyoneus odzyskiwał siły, gdy dotknął miejsca, gdzie się urodził; Herakles pokonał go, dopiero gdy wyniósł go do Tracji.
Ostatnią walkę stoczył Zeus z Tyfonem, synem Gai i Tartaru. Zeus raził go piorunami i zranił sierpem Kronosa, jednak Tyfon w zapasach obezwładnił go i uwięził w grocie w Cylicji. Tyfon wyciął bogu ścięgna i oddał je pod straż smoczycy Delfyne, od której wykradli je Apollo i Pan (według innej wersji heros Kadmos). Po uwolnieniu Zeus toczył z Tyfonem długą walkę, od której trackie góry Hajmos zabarwiły się na czerwono, a na koniec pokonanego potwora przywalił górą Etną.

### Związki miłosne

#### Boginie i boginki
- Demeter – siostra Zeusa, bogini płodności, urodzaju, rolnictwa, matka Kory-Persefony – żony Hadesa, bogini świata podziemnego[21][22].
- Dione – pomniejsza boginka ziemska, która według jednej z wersji mitów miała być matką Afrodyty[23][24].
- Eurynome – córka Okeanosa. Z nią spłodził Charyty, czyli Gracje: Aglae, Eufrosyne, Talię[25].
- Hera – żona Zeusa (oraz jego siostra), z którą związał się dopiero po licznych przygodach z innymi kobietami. Ich związek okazał się jednak trwalszy od pozostałych. Hera została jego trzecią żoną i funkcjonuje w mitologii jako żona boga bogów. Według Hezjoda był to święty związek. Z tego związku zrodzili się: Hebe, Ejlejtyja, Hefajstos i Ares oraz według niektórych mitów także siostra bliźniaczka Aresa Eris.
- Kallisto – nimfa leśna (hamadriada), matka Arkasa.
- Latona (Leto) – Zeus miał z nią syna Apolla i córkę Artemidę[26][27][28].
- Maja – jedna z Plejad, z którą Zeus miał syna Hermesa[29][30].
- Metyda – Gaja przepowiedziała Zeusowi, że Metyda, pierwsza żona Zeusa, urodzi córkę, a potem chłopca, który zrzuci swojego ojca z tronu. Przerażony Zeus połknął Metydę[31]. Po pewnym czasie zaczął odczuwać silny ból głowy. Hefajstos uderzeniem siekiery rozłupał czaszkę Zeusa, skąd wyskoczyła Atena w pełnej zbroi[32].
- Mnemosyne – kolejna z tytanid. Była rodzicielką 9 muz[33][28]: Kalliope, Klio, Polihymnii (Polhymnia), Euterpe, Terpsychory, Erato, Melpomene, Talii i Uranii.
- Temida – druga żona Zeusa[34]. Była jedną z tytanid. Miał z nią córki, Mojry: Kloto, Lachesis, Atropos[35], a także Hory Pory Roku[36]: Ejrene Pokój, Eunomia Praworządność, Dike Sprawiedliwość.

#### Śmiertelnicy i śmiertelniczki

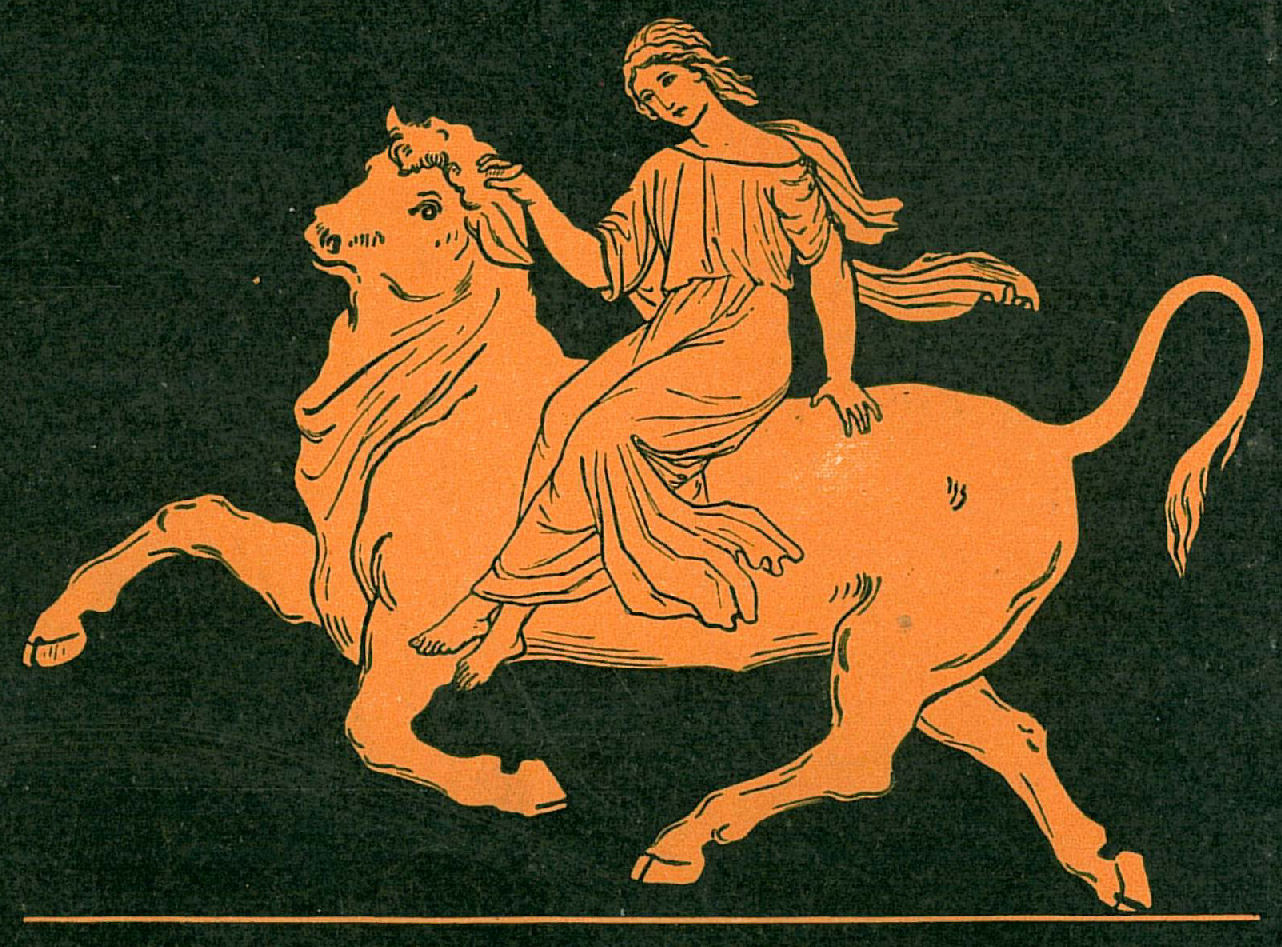
Zeus i Europa

W mitologii Greków Zeus należy do najbardziej kochliwych bogów. Był „uporczywie niewierny” swej prawowitej małżonce Herze, trudno zatem wymienić wszystkie jego związki ze śmiertelnymi kobietami. Praktycznie jednak nie było krainy w starożytnej Grecji, która by się nie szczyciła eponimicznym herosem pochodzącym od Zeusa.
Jego przygody z różnymi śmiertelniczkami (np. Semele, Alkmena) i śmiertelnikami wywoływały szczególny gniew Hery prześladującej oprócz kochanek również jego pozamałżeńskie potomstwo, co prowadziło do rozmaitych tragicznych wydarzeń. Chcąc ukryć swe miłosne przygody, bóg często przybierał postacie zwierzęce (byka, łabędzia) lub różne inne (satyra, złotego deszczu, zwykłego śmiertelnika, a nawet odmiennego bóstwa – np. Artemidy).
Stały konflikt na tym tle pomiędzy rozpustnym bogiem a jego zazdrosną małżonką religioznawcy interpretują jako utrwalone w greckich wierzeniach odbicie różnych ścierających się tradycji i kultów miejscowych. Wyróżnione w ten sposób i zyskujące szczególną pozycję kochanki częstokroć uchodzić mogą za prawdziwych protoplastów lokalnych rodów panujących.
Do najbardziej znanych przykładów takich związków Zeusa należą:
- Aetos, młodzieniec poznany przez niego na Krecie, później zamieniony w orła[41].
- Alkmena, żona Amfitriona, do której Zeus przybył pod postacią jej męża. Urodziła ona potem Heraklesa, największego herosa mitologii greckiej[42][43].
- Antiopa, królewna tebańska, córka potomka Posejdona, matka Amfiona i Zetosa.
- Danae, królewna argolidzka. Ponieważ jej ojciec Akrizjos zamknął ją, by nie spłodziła potomka, Zeus dostał się do jej komnaty pod postacią złotego deszczu. Później Danae urodziła syna Perseusza[44].
- Europa, księżniczka tyryjska, którą Zeus pod postacią byka porwał na Kretę, gdzie urodziła mu Minosa, Radamantysa i Sarpedona[45].
- Ganimedes, syn Trosa, króla Troi. Zeus w postaci orła porwał go na Olimp, gdzie uczynił go podczaszym bogów[46].
- Io, nimfa, zamieniona przez Herę w jałówkę i nękana bąkiem (oraz strzeżona przez Argusa). Zeus wysłał Hermesa, który uśpił i zabił Argusa, a Io uciekła przed gzami Hery aż do Egiptu, gdzie Zeus przywrócił jej prawdziwą postać; urodziła mu tam syna, Epafosa[47].
- Leda, królewna spartańska, do której Zeus przyszedł pod postacią łabędzia. Zniosła ona potem jajo (lub jaja), z którego wykluli się Kastor, Polideukes, Helena i Klitajmestra[48].
- Majra, córka Projtosa, z którą Zeus miał syna Lokrosa[49]
- Pytia, delficka kapłanka Apollina, Zeus posiadł ją nad źródłem Kassotis pod postacią osła. Po dziewięciu miesiącach do Delf przybył młodzieniec i poprosił o radę wyroczni. Pytia rozpoznała Zeusa i oddała mu syna Achajosa na wychowanie.
- Semele, księżniczka tebańska, córka Kadmosa[50]. Zeus, ulegając jej prośbom, ukazał się jej w postaci pioruna, co ją zabiło. Ponieważ była wtedy w ciąży, Zeus zaszył sobie ich dziecko w udzie i „donosił” je do końca. W ten sposób pojawił się Dionizos[51][52][53].

### Potomstwo

#### Problem klasyfikacji
Ze względu na znaczną liczbę miłosnych przygód Zeusa, a także współwystępowanie wielu wariantów opowieści o nich, przedstawienie pełnej listy jego potomstwa jest trudne. Poniższe listy zawierają tylko najbardziej znane przykłady. Podział dzieci Zeusa na bogów (nieśmiertelnych) i półbogów (śmiertelnych) nie jest całkiem ściśle określony, ponieważ:
- niektórzy bogowie umierali (np. Pan[54]), bądź też ginęli i odradzali się jednorazowo lub cyklicznie (Dionizos[55][56]),
- niektórzy herosi po życiu na ziemi zostali nagrodzeni nieśmiertelnością na Olimpie (np. Herakles[57]) lub przeniesieni na niebo jako gwiazdozbiory (np. Perseusz[58], Dioskurowie[59]).

#### Nieśmiertelni
- Afrodyta, w Iliadzie przedstawiona jako córka Zeusa[60] i Dione[61]; według bardziej rozpowszechnionej wersji, pochodzącej od Hezjoda, wyłoniła się z piany morskiej[62] powstałej po okaleczeniu Uranosa[63].
- Apollo, bóg muzyki i poezji, syn Zeusa i Leto, brat bliźniak Artemidy[64].
- Ares, bóg wojny, syn Zeusa i Hery[65].
- Artemida, bogini łowów, córka Zeusa i Leto, siostra bliźniaczka Apolla[66].
- Atena, bogini mądrości, urodzona z głowy Zeusa[67], poczęta z Metydą[68].
- Charyty, córki Zeusa i Eurynome[25].
- Hermes, bóg kupców i złodziei, syn Zeusa i Mai[69].
- Hory, córki Zeusa i Temidy[70].
- Dionizos, bóg wina, urodzony z uda Zeusa, poczęty z Semele[52].
- Ejlejtyja, bogini połogu, córka Zeusa i Hery[65].
- Hebe, bogini młodości, córka Zeusa i Hery[65].
- Hefajstos, bóg-kowal, syn Zeusa i Hery[71] lub samej Hery[72].
- Muzy, patronki sztuk, córki Zeusa i Mnemosyne[73].
- Pan, według jednej z wersji syn Zeusa i Hybris[74][75].
- Persefona, bogini świata podziemnego, córka Zeusa i Demeter[76][77].

#### Śmiertelnicy
- Ajakos, syn Zeusa i nimfy Ajginy[78], ojciec Peleusa, dziadek Achillesa.
- Argos, syn Zeusa i Niobe, córki Foroneusa[5].
- Arkas, syn Zeusa i nimfy Kallisto[38].
- Amfion, syn Zeusa i Antiopy, mąż Niobe, wraz z bratem Zetosem otoczył Teby murami[79].
- Dardanos, syn Zeusa i plejady Elektry[38].
- Epafos, syn Zeusa i nimfy Io[38], przodek Agenora i Kadmosa.
- Helena Trojańska, córka Zeusa i Ledy, siostra Klitajmestry i Dioskurów[80], żona Menelaosa i Parysa.
- Herakles, syn Zeusa i Alkmeny[78], największy heros grecki.
- Kastor, syn Zeusa i Ledy, brat Polideukesa, Heleny i Klitajmestry[81].
- Klitajmestra, córka Ledy i Zeusa lub Tyndareosa, siostra Heleny Trojańskiej i Dioskurów[80], żona Agamemnona.
- Lakedajmon, syn Zeusa i plejady Tajgete[5].
- Minos, król Krety, syn Zeusa i Europy[5].
- Perseusz, syn Zeusa i Danae[78].
- Polideukes syn Zeusa i Ledy, brat Kastora, Heleny i Klitajmestry[80].
- Radamantys, syn Zeusa i Europy[5].
- Sarpedon, syn Zeusa i Europy[5].
- Tantal, przodek Agamemnona i Menelaosa, syn Zeusa i nimfy Pluto[5].
- Zetos, syn Zeusa i Antiopy, wraz z bratem Amfionem otoczył Teby murami[79].

## Kult Zeusa

### Atrybuty
Głównym atrybutem Zeusa jest piorun . Najczęściej przedstawiano go jako siedzącego na tronie z piorunem w ręku. Jego świętym drzewem był dąb, a zwierzęciem orzeł . Innym z atrybutów była tarcza zwana egidą.

### Przydomki i funkcje
Różne ośrodki kultu przypisywały Zeusowi następujące przydomki, w zależności od sfer życiowych, jakimi się opiekował:
- Horkios – „Przysiężny”[83], opiekun praw, na tronie, ze Sprawiedliwością u stóp; strzeże nienaruszalności przysięgi[84];
- Ksenios – „Gościnny”[85], opiekun gościnności, patron podróżnych[84];
- Herkejos – „Zagrodowy”[83], opiekun rodzin i zagród[86];
- Ktesios – „Zasobny”, strzeże dobytku[83], jego wizerunki umieszczano w składach towarów[37];
- Polieus – patron miasta-państwa (polis)[83];
- Hellenios – opiekun narodu greckiego[86];
- Meilichios – darujący winy[37];
- Soter – zbawca[83];
- Eleutherios – „Broniący Wolności”[83];
- Kataibates – „schodzący”, chroni od uderzeń pioruna[2];
- Lykaios – na Likajonie w Arkadii składano mu ofiary z ludzi i praktykowano rytualny kanibalizm[87] (zobacz też mit o Likaonie);
- Chthonios – czczony jak bóstwo podziemne, zapewniał urodzaj[37];
- Agamemnon – czczony w Sparcie[88]; jest to przykład połączenia kultu lokalnego herosa z głównym bóstwem nowego panteonu.

Do jego poetyckich przydomków należą m.in.: Asteropetes – błyskawicowy; Baryktypos, Eribremetes – głośno grzmiący; Terpikeraunos – rozmiłowany w piorunie; Ombrios, Hyetios – deszczowy; Nephelegereta – gromadzący chmury.

### Miejsca kultu
Do znanych miejsc kultu Zeusa należały: Likajon, Olimpia oraz Nemea. W Dodonie znajdowała się wyrocznia, w której wróżono z szumu liści dębu oraz z dźwięku wydawanego przez misy z brązu. Według Homera zajmowali się tym kapłani zwani selloi, śpiący na gołej ziemi i nie myjący nigdy nóg. W XVI pieśni Iliady Achilles modli się do Zeusa następującymi słowami:

Dzeusie mocarzu, co władasz Dodoną, boże Pelazgów,

ty, co królujesz w Dodonie mroźnej, gdzie wkoło Sellowie,

nóg nie myjący wieszczbiarze, na gołej ziemi sypiając, żyją (...)

Herodot, który odwiedził Dodonę w połowie V wieku p.n.e., zanotował legendę o założeniu wyroczni usłyszaną od tamtejszych kapłanek. Według nich z egipskich Teb wyleciały dwie czarne gołębice; jedna z nich przybyła do Libii, gdzie założono wyrocznię Ammona (utożsamianego z Zeusem) w oazie Siwwa, a druga do Dodony, gdzie usiadłszy na drzewie dębu, przemówiła ludzkim głosem, nakazując założenie w tym miejscu wyroczni Zeusa. Sam Herodot tłumaczy to podanie, że dwie kapłanki z Teb zostały sprzedane w niewolę, jedna do Libii, a druga do Grecji, zaś miejscowa ludność nie rozumiejąc ich języka, nazwała je gołębicami, ponieważ „były cudzoziemkami i zdawały się im mówić językiem podobnym do dźwięku ptasiego”.

Na Krecie, oprócz górskich grot na górach Ida i Dikte, czczonych jako miejsce narodzin i wychowania Zeusa, pokazywano także grób Zeusa, o lokalizacji obecnie nieznanej. Poeta Kallimach skomentował to następująco: 

„Łżą Kreteńczycy”. Nawet grób ci sporządzili,

Panie, a tyś nie umarł, żyjesz bowiem wiecznie.

## Zeus w literaturze i sztuce

### Literatura
W Iliadzie Zeus przedstawiony jest jako władca bogów, niepozbawiony ludzkich namiętności. Wszystko, co się wydarza, jest wyrazem jego woli, jednak nawet on nie może sprzeciwić się wyrokom losu.
Na początku pieśni VIII Zeus przechwala się, że siłą przewyższa wszystkich bogów i ludzi razem wziętych. Parandowski, przywołując niemal udany spisek Hery, podważa prawdomówność Zeusa, natomiast Kubiak wyciąga wniosek, że według Greków świat rządzony jest prawem silniejszego.
Iliada przedstawia Zeusa jako despotycznego męża i ojca, który jedynie pod groźbą użycia piorunów trzyma w ryzach buntowniczą rodzinę olimpijskich bogów. W pieśni VIII grozi Herze i Atenie, wybierającym się na pomoc Grekom, że zniszczy im powozy, pokaleczy konie, a same boginie zrani piorunem („Dziesięć lat nawet nie zdoła w swym całorocznym obrocie zatrzeć plam, które wam piorun na jego ciałach wypali”). W pieśni XIV Zeus, zwracając się do Hery, nie waha się wymieniać jej swoje liczne kochanki i porównywać ją z nimi.
Przed pojedynkiem Hektora z Achillesem Zeus waży ich losy na złotych szalach:

(...) ojciec Dzeus wagę wziął złotą, unosząc szale do góry,

i na nie rzucił dwa losy wyrokujące o śmierci:

ten Achillesa, a tamten Hektora, co jeźdźcem był świetnym.

Ujął tę wagę pośrodku. I opadł los Hektorowy

aż do Hadesu.

W taki sam sposób w pieśni VIII waży losy armii Greków i Trojan. Jego gniew i ciskanie piorunami z powodu opuszczenia się losu Greków wskazuje, że nawet najwyższy bóg nie może zmienić wyroków losu.
Główne sceny Iliady z udziałem Zeusa  :
- Księga 2: Zeus zsyła Agamemnonowi sen i w wyniku tego wpływa na jego decyzje;
- Księga 4: Zeus obiecuje Herze ostateczne zniszczenie Troi pod koniec wojny;
- Księga 7: Zeus zezwala Posejdonowi zburzyć fortyfikacje Greków (zbudowane bez ofiar dla bogów);
- Księga 8: Zeus zabrania innym bogom walk między sobą i udaje się na górę Idę, gdzie waży losy Greków i Trojan;
- Księga 14: Hera uwodzi Zeusa, aby odwrócić jego uwagę i pomóc Grekom;
- Księga 15: po obudzeniu Zeus zauważa, że Posejdon wspomaga Greków; wysyła Apolla na pomoc Trojanom;
- Księga 16: Zeus opłakuje śmierć swego syna Sarpedona;
- Księga 17: los Hektora głęboko dotyka Zeusa;
- Księga 20: Zeus pozwala pozostałym bogom wspomóc ich wybrańców w walce;
- Księga 24: Zeus żąda, aby Achilles wydał ciało Hektora Trojanom w celu godnego pogrzebu.

### Inne dziedziny
Posąg Zeusa w Olimpii uznawany był za jeden z siedmiu cudów świata. Ostatnia symfonia Mozarta, XLI symfonia (KV 551), nosi nazwę Jowiszowej.